# Ректороманоскопия
Ректороманоскопия — метод медицинской диагностики, при котором производится визуальный осмотр слизистой оболочки прямой кишки и в некоторых случаях дистальных отделов сигмовидной кишки. Исследование осуществляется с помощью специального прибора ректороманоскопа. Он представляет собой трубку, которая содержит в себе осветительный прибор и устройство подачи воздуха. Воздухом раздувается полость прямой кишки, затем система подачи воздуха отсоединяется и устанавливается окуляр.
Данная процедура используется для выявления различных новообразований прямой кишки, помимо визуального наблюдения зачастую имеется возможность выполнения биопсии подозрительного участка стенки прямой кишки.
Ректороманоскопия позволяет визуально оценить внутреннюю поверхность прямой и дистальной трети сигмовидной кишки до уровня 20—25 см от заднего прохода. Противопоказаний к осмотру кишки через ректоскоп практически нет, однако при некоторых состояниях и заболеваниях (профузное кровотечение из кишки, сужение её просвета врождённого или приобретенного характера, острые воспалительные заболевания анального канала и брюшной полости, острая трещина анального канала) исследование следует отложить на некоторое время. При умелом выполнении ректоскопия безболезненна или мало болезненна и не требует предварительной анестезии.

## Расположение пациента
Пациент занимает положение на левом боку с приведенными к животу ногами, либо коленно-локтевую или коленно-плечевую позицию при использовании жестких ректороманоскопов

## Техника проведения манипуляции
Тубус ректороманоскопа с введенным в него обтуратором, обильно смазанный вазелиновым маслом, либо специальным гелем, вводится ротирующими движениями на глубину 4—5 см. После того, как тубус проведен за сфинктер, обтуратор извлекается и дальнейшее введение проводится под контролем зрения.
Примерно на высоте 12 — 14 см, в области ректосигмовидного изгиба, для дальнейшего продвижения тубуса пациента ещё раз просят сделать глубокий вдох и медленный выдох. При этом нужно подкачивать воздух грушей. Все эти действия позволяют легко проникнуть в сигмовидную кишку. Если продвижение тубуса затруднено, надо немедленно прекратить исследование.
Появление боли при ректоскопии — важный диагностический признак, свидетельствующий либо о внекишечном образовании и деформации кишки, либо об анатомическом варианте развития толстой кишки. Детальный осмотр выполняют при выведении тубуса. Совершая круговые движения дистальным концом ректоскопа, осматривают стенки кишки от дистальной трети сигмовидной кишки до анального канала. Для осмотра анального канала больше подходит аноскоп.
С целью унифицированной регистрации топографии патологических изменений, выявленных при осмотре заднего прохода и промежности, принято использовать схему циферблата часов. Условно окружность заднего прохода разделяют на зоны, соответствующие обозначениям циферблата часов, проецируемых в положении, при котором отметка «12 часов» будет расположена по мошоночному шву или половой щели, а отметка «6 часов» — по анокопчиковой линии (при положении тела больного на спине). При этом обозначение «9 часов» будет справа от ануса, а «3 часа» — слева. Линия, соединяющая их, условно проходит через середину заднепроходного отверстия и разделяет его на переднюю и заднюю полуокружности.